# 小菅かおり
小菅 かおり（こすげ かおり、1982年4月26日 - ）は、日本の女優、演出家。演劇プロデュース集団ドラマシアター主宰。アートスクールGUNGUN講師。舞台芸術学院。

## 経歴・人物
愛知県豊橋市出身。幼少期、漫画「ガラスの仮面」に登場する北島マヤに憧れて役者を志した。 10代でニュージーランドに渡り、現地の俳優たちとグローブシアターに所属し、演劇活動を始める。帰国後、舞台芸術学院で演劇を学ぶ。卒業後は金堂修一主宰のEGWORLDや、演出家・宅間孝行が主宰する東京セレソンデラックスで俳優および演出助手として活動した。その後、パルコ劇場制作の舞台や、テレビプロデューサー星田良子の演出による「恋のカーニヴァル」で風間杜夫、秋吉久美子らと共演した。宅間孝行の代表作「夕」にも出演。さらに「人間アレルギー」「happy」「口笛」「ぴえろ」などにも出演した。演出家としては、2023年に「dramatheatre」のオムニバス公演や、WAHAHA本舗・我善導作「1パーセントでいいんだ」とのコラボ公演、清水邦夫作「朝に死す」などの作品を手掛けた。2024年には一人芝居「私洗濯機さらいに行くわ」、柴幸男作「反復かつ連続」「あゆみ」、蓬莱竜太作「由希」などの作品に携わっている。
俳優業の傍ら、劇団モダンスイマーズの「死ンデイル」や、矢島弘一が主宰する東京マハロ「エリカな人々」では、劇場型喫茶店を設置した。豊橋市では能舞台と併設された喫茶店「汽水域」をオープンし、現在は「dramatheatre」の運営の傍ら、株式会社東雲座カンパニーで舞台演出や脚本、企画などを手掛けている。

## 作品歴

### 出演
- 連続テレビドラマ「素晴らしき哉、先生!」（2024年）
- 映画「THE RIGHTMAN 正義の男」[6]（2025年）

### 演出
- ワハハ本舗 我善導作「1パーセントでいいんだ」コラボ公演（2023年）
- 清水邦夫作「朝に死す」（2023年）[7]
- 一人芝居「私洗濯機さらいに行くわ」（2024年）
- 柴幸男作「反復かつ連続」「あゆみ」（2024年）[8]
- モダンスイマーズ 蓬莱竜太作「由希」（2024年）[9]
- 蓬莱竜太作「まほろば」（2025年）[10]